# Летонија на Песми Евровизије 2022.
Летонија ће учествовати на Песми Евровизије 2022 у Торину, у Италији. Летонија у 2022. години бира свог представника кроз такмичење Супернова 2022.

## Супернова 2022
Супернова 2022 ће бити седмо издање летонског националног избора за Песму Евровизије Супернова, која ће изабрати Летонску пријаву за Песму Евровизије 2022. Такмичење ће се састојати од између 17 песама, од којих ће одређен број учествовати у финалу које ће се одржати у фебруару 2022. ЛТВ ће објавити тачан формат такмичења у јануару 2022.

### Пријаве
ЛТВ је 7. октобра 2021. отворио двомесечни конкурс за заинтересоване певаче и текстописце који желе да учествују на такмичењу Супернова 2022. Све пријаве су морале бити од стране кантаутора који имају најмање шеснаест година и држављани су Летоније, а страним писцима је дозвољено учешће само ако су учествовали у једној трећини или мање као део пријаве.
Након што је конкурс затворен, жири састављен од представника главних радио станица у Летонији је оцењивао песме. Они су само знали наслове песама (не и ко их изводи). За учешће на конкурсу жири је одабрао 16 песама. Одабране песме су објављене 5. јануара 2022. Поред првих шеснаест уметника који се такмиче, ЛТВ је одржала онлајн гласање између 10. и 14. јануара 2022. како би одредила седамнаестог учесника.
| lv и Атис Јевинш  | „Call the Lights"   | Антра Стафецка, Атис Јевинш, Оскарс Деигелис     |
| Дарта Степанова   | „Brīnumzeme"        | Валтерс Пуце, lv                                 |
| Едвардс Страздинш | „Open Road"         | Едвардс Страздинш, Керија Хауптмане              |
| Катрина Диманта   | „My Voice"          | Катрина Диманта, Реинис Бригис                   |
| lv                | „Let Me Go"         | Марта Ритова, Армандс Варславанс                 |
| Мартинш Стродс    | „One More Time"     | Мартинш Стродс, Евија Смагаре                    |
| lv                | „I'm Just a Sinner" | Микс Галвановскис, Рејнис Бригис                 |
| Рихардс Берзинш   | „1+1"               | Рихардс Берзинш                                  |
| TĒTIS             | „Labākie vārdi"     | lv, Валтерс Осис                                 |
| Томс Калдераускис | „Naked Smile"       | Лијен Стурман, Каспарс Ансонс, Томс Калдераускис |

| Извођач(и)      | Песма                         | Композитор(и)                                                                                       |
| --------------- | ----------------------------- | --------------------------------------------------------------------------------------------------- |
| Амината         | „I'm Letting You Go"          | Амината Савадого                                                                                    |
| Беатрис Хејслер | „On the Way Home"             | Едвардс Гризе, Беатрис Хејслер                                                                      |
| lv              | „Bad"                         | Маратс Оглезневс                                                                                    |
| BUJĀNS          | „He, She, You & Me"           | en, en, lv, lv                                                                                      |
| Citi Zēni       | „Eat Your Salad"              | Робертс Меменс, Јанис Петерсонс, Дагнис Розинш, Јанис Јачменкинс                                    |
| Елина Глузунова | „Es pabiju tur"               | Јанис Шипкевицс, Мартс Пујатс                                                                       |
| lv              | „I'm Just a Sinner"           | Микс Галвановскис, Рејнис Бригис                                                                    |
| Inspo           | „A Happy Place"               | Надина Стирниниеце, Аиварс Лиетауниекс                                                              |
| lv              | „Promises"                    | Каспарс Ансонс, Ана Занковска                                                                       |
| Линда Рушенице  | „Pay My Own Bills"            | ен, Рудолфс Озолс, Валтерс Спруџс                                                                   |
| en              | „If You're Gonna Love Me"     | Маркус Рива                                                                                         |
| Mēs Jūs Mīlam   | „Rich Itch"                   | Рудолфс Озолс, Валтерс Спруџс, Ралфс Ејландс                                                        |
| lv              | „First Love"                  | Микс Дукурс                                                                                         |
| lv              | "Can't Get You Outta My Head" | Елвис Петерсонс                                                                                     |
| RAUM            | „Plans"                       | lv, lv                                                                                              |
| The Coco'nuts   | „In and Out of the Dark"      | Марија Валмиера, Петерис Нарубинс, Томс Валмиерс, Монта Курме, Бенијс Зелткалис, Артурс Страутманис |
| Зелма           | „How"                         | Артурс Лијед, Андрјус Јанунс, Арта Зелма Јегере                                                     |

## Рефренце
1. ↑  „Eurovision Calendar 2021/22”. Eurovision.tv (на језику: енглески). EBU. Приступљено 2021-12-22.
2. ↑  „REVEALED: the 41 countries joining Eurovision in Turin 2022”. Eurovision.tv (на језику: енглески). Приступљено 20. 10. 2021.
3. 1 2  Granger, Anthony (5. 10. 2021). „🇱🇻 Latvia: Supernova 2022 Submissions Open on October 7”. Eurovoix. Приступљено 1. 11. 2021.
4. ↑  „Iepazīsties ar "Supernovas" 16 pusfinālistiem! Vēl vienu dalībnieku izvēlēsies interneta balsojumā”. www.lsm.lv (на језику: летонски). Latvijas Televīzijas. Приступљено 2022-01-05.
5. ↑  Granger, Anthony. „Latvia: Voting Commences for 17th Supernova 2022 Semi-Finalist”. Eurovoix. Приступљено 10. 1. 2022.